# Raión de Taush
El raión de Taush es uno de los cuatro raiones que forman la provincia armenia de Tavush. Se encuentra al este de la provincia, con una población a fecha de 12 de octubre de 2011 de 27 429 habitantes.
Está formado por las siguientes localidades:
- Artsvaberd 2847
- Aygedzor 2044
- Aygepar 485
- Berd 7957
- Chinari 887
- Chinchin 558
- Choratan 898
- Itsakar 292
- Mosesgegh 1748
- Navur 1065
- Nerkin Karmiraghbyur 904
- Norashen 1677
- Paravakar 1464
- Tavush 1454
- Tsaghkavan 887
- Varagavan 630
- Verin Karmiraghbyur 1632[1]